# Trophée d'Europe I masculin de hockey sur gazon des clubs 2023
Navigation
Paris 2022 Lousada 2024
Le Trophée d'Europe I de hockey sur gazon des clubs 2023 est la 46e édition du tournoi secondaire européen de clubs masculins hockey sur gazon organisé par la Fédération européenne de hockey et la troisième édition depuis qu'il a été rebaptisé du Trophée d'Europe des clubs au Trophée d'Europe I masculin de hockey sur gazon des clubs. Il se tient à Vienne, Autriche, du 7 au 10 avril 2023.
Le CA Montrouge est le champion en titre, après avoir remporté son deuxième titre dans l'édition précédente. Il est absent de l'édition de cette année en raison de son implication en Euro Hockey League 2022-2023.

## Équipes
- Post SV
- Slagelse Hockeyklub
- Casa Pia HC
- Grange HC
- Grasshopper Club Zürich
- OKS-SHVSM Vinnitsa
- OSHVSM HC Phoenix Zytomyr Region
- Cardiff & Met HC

## Critères
En cas d'égalité de points de plusieurs équipes à l'issue des matchs de poule, les critères suivants sont appliqués dans l'ordre indiqué pour établir leur classement:
1. Points de chaque équipe,
2. Matchs gagnés,
3. Différence de buts,
4. Buts pour,
5. Plus grand nombre de points obtenus dans les matchs de poule disputés entre les équipes concernées,
6. Buts marqués en plein jeu.

## Phase préliminaire

### Poule A
| Rang | Équipe                             | J | V | N | P | BP | BC | Diff | Pts | Qualification          |
| ---- | ---------------------------------- | - | - | - | - | -- | -- | ---- | --- | ---------------------- |
| 1    | Cardiff & Met HC P                 | 3 | 2 | 1 | 0 | 13 | 4  | +9   | 12  | Finale                 |
| 2    | Grange HC P                        | 3 | 2 | 0 | 1 | 6  | 4  | +2   | 11  | Match pour la 3e place |
| 3    | Post SV H                          | 3 | 1 | 1 | 1 | 13 | 6  | +7   | 8   | Match pour la 5e place |
| 4    | OSHVSM HC Phoenix Zytomyr Region P | 3 | 0 | 0 | 3 | 1  | 19 | -18  | 0   |                        |

Source: EHF
| Match 3            | Cardiff & Met HC                                                                        | 8 - 1   | OSHVSM HC Phoenix Zytomyr Region |                                            |                                            |
| 7 avril 2023 15h00 | Pritchard 25e, 48e, 56e · George 49e · Sharpe 51e · Bennett 52e · Kranz 53e · Hunte 55e | (1 - 0) | 42e Lipskyi                      | Arbitrage : Friedrich Weiland Jamie Telfer | Arbitrage : Friedrich Weiland Jamie Telfer |
| 7 avril 2023 15h00 | Rapport                                                                                 |         |                                  | Arbitrage : Friedrich Weiland Jamie Telfer | Arbitrage : Friedrich Weiland Jamie Telfer |

| Match 4            | Post SV                  | 2 - 3   | Grange HC                   |                                    |                                    |
| 7 avril 2023 17h15 | Mimmler 31e · Scholz 52e | (0 - 1) | 30e, 44e Bean · 54e Lothian | Arbitrage : Luke Rees Lukasz Orzeł | Arbitrage : Luke Rees Lukasz Orzeł |
| 7 avril 2023 17h15 | Rapport                  |         |                             | Arbitrage : Luke Rees Lukasz Orzeł | Arbitrage : Luke Rees Lukasz Orzeł |

| Match 7            | Post SV                                    | 3 - 3   | Cardiff & Met HC                  |                                       |                                       |
| 8 avril 2023 14h30 | J. Grüner 24e · Drusany 42e · Geissler 56e | (1 - 1) | 14e George · 40e Hunte · 60e Wall | Arbitrage : Andres Ortiz Jamie Telfer | Arbitrage : Andres Ortiz Jamie Telfer |
| 8 avril 2023 14h30 | Rapport                                    |         |                                   | Arbitrage : Andres Ortiz Jamie Telfer | Arbitrage : Andres Ortiz Jamie Telfer |

| Match 8            | Grange HC                              | 3 - 0   | OSHVSM HC Phoenix Zytomyr Region |                                            |                                            |
| 8 avril 2023 16h45 | Nairn 24e · Tweedie 25e · Waterson 60e | (2 - 0) |                                  | Arbitrage : Benjamin Messerli Lukasz Orzeł | Arbitrage : Benjamin Messerli Lukasz Orzeł |
| 8 avril 2023 16h45 | Rapport                                |         |                                  | Arbitrage : Benjamin Messerli Lukasz Orzeł | Arbitrage : Benjamin Messerli Lukasz Orzeł |

| Match 11           | Post SV                                                             | 8 - 0   | OSHVSM HC Phoenix Zytomyr Region |                                    |                                    |
| 9 avril 2023 14h30 | Scholz 19e, 48e, 59e · Kaltenböck 24e, 40e, 45e, 56e · Matousek 46e | (2 - 0) |                                  | Arbitrage : Luke Rees Daniel Denta | Arbitrage : Luke Rees Daniel Denta |
| 9 avril 2023 14h30 | Rapport                                                             |         |                                  | Arbitrage : Luke Rees Daniel Denta | Arbitrage : Luke Rees Daniel Denta |

| Match 12           | Cardiff & Met HC   | 2 - 0   | Grange HC |                                              |                                              |
| 9 avril 2023 16h45 | Pritchard 33e, 60e | (1 - 0) |           | Arbitrage : Andres Ortiz Maksym Perepelytsia | Arbitrage : Andres Ortiz Maksym Perepelytsia |
| 9 avril 2023 16h45 | Rapport            |         |           | Arbitrage : Andres Ortiz Maksym Perepelytsia | Arbitrage : Andres Ortiz Maksym Perepelytsia |

### Poule B
| Rang | Équipe                    | J | V | N | P | BP | BC | Diff | Pts | Qualification          |
| ---- | ------------------------- | - | - | - | - | -- | -- | ---- | --- | ---------------------- |
| 1    | OKS-SHVSM Vinnitsa        | 3 | 2 | 1 | 0 | 10 | 3  | +7   | 12  | Finale                 |
| 2    | Grasshopper Club Zürich P | 3 | 2 | 1 | 0 | 9  | 2  | +7   | 12  | Match pour la 3e place |
| 3    | Casa Pia HC               | 3 | 0 | 1 | 2 | 3  | 8  | -5   | 3   | Match pour la 5e place |
| 4    | Slagelse Hockeyklub P     | 3 | 0 | 1 | 2 | 4  | 13 | -9   | 2   |                        |

Source: EHF
| Match 1            | Casa Pia HC | 0 - 2   | Grasshopper Club Zürich |                                       |                                       |
| 7 avril 2023 10h30 |             | (0 - 1) | 30e, 55e Landtwing      | Arbitrage : Andres Ortiz Daniel Denta | Arbitrage : Andres Ortiz Daniel Denta |
| 7 avril 2023 10h30 | Rapport     |         |                         | Arbitrage : Andres Ortiz Daniel Denta | Arbitrage : Andres Ortiz Daniel Denta |

| Match 2            | OKS-SHVSM Vinnitsa                                               | 5 - 1   | Slagelse Hockeyklub |                                          |                                          |
| 7 avril 2023 12h45 | Solomianyi 1e · Onofriiuk 8e · Bielozerov 51e, 59e · Dzemukh 54e | (2 - 1) | 11e Thorsted        | Arbitrage : Benjamin Messerli Hugo Jesus | Arbitrage : Benjamin Messerli Hugo Jesus |
| 7 avril 2023 12h45 | Rapport                                                          |         |                     | Arbitrage : Benjamin Messerli Hugo Jesus | Arbitrage : Benjamin Messerli Hugo Jesus |

| Match 5            | Grasshopper Club Zürich                     | 5 - 0   | Slagelse Hockeyklub |                                                      |                                                      |
| 8 avril 2023 10h00 | Landtwing 4e, 5e · Harte 9e, 30e · Lohm 22e | (5 - 0) |                     | Arbitrage : Vladyslav Mikhailiuk Maksym Perepelytsia | Arbitrage : Vladyslav Mikhailiuk Maksym Perepelytsia |
| 8 avril 2023 10h00 | Rapport                                     |         |                     | Arbitrage : Vladyslav Mikhailiuk Maksym Perepelytsia | Arbitrage : Vladyslav Mikhailiuk Maksym Perepelytsia |

| Match 6            | Casa Pia HC | 0 - 3   | OKS-SHVSM Vinnitsa      |                                            |                                            |
| 8 avril 2023 12h15 |             | (0 - 2) | 6e, 27e, 38e Solomianyi | Arbitrage : Friedrich Weiland Daniel Denta | Arbitrage : Friedrich Weiland Daniel Denta |
| 8 avril 2023 12h15 | Rapport     |         |                         | Arbitrage : Friedrich Weiland Daniel Denta | Arbitrage : Friedrich Weiland Daniel Denta |

| Match 9            | Casa Pia HC                             | 3 - 3   | Slagelse Hockeyklub                      |                                               |                                               |
| 9 avril 2023 10h00 | Pinheiro 27e · Werner 28e · Wustrow 41e | (2 - 1) | 2e Diesing · 38e Christensen · 59e Denta | Arbitrage : Jamie Telfer Vladyslav Mikhailiuk | Arbitrage : Jamie Telfer Vladyslav Mikhailiuk |
| 9 avril 2023 10h00 | Rapport                                 |         |                                          | Arbitrage : Jamie Telfer Vladyslav Mikhailiuk | Arbitrage : Jamie Telfer Vladyslav Mikhailiuk |

| Match 10           | OKS-SHVSM Vinnitsa | 2 - 2   | Grasshopper Club Zürich |                                     |                                     |
| 9 avril 2023 12h15 | Solomianyi 3e, 26e | (2 - 0) | 35e, 58e Landtwing      | Arbitrage : Hugo Jesus Lukasz Orzeł | Arbitrage : Hugo Jesus Lukasz Orzeł |
| 9 avril 2023 12h15 | Rapport            |         |                         | Arbitrage : Hugo Jesus Lukasz Orzeł | Arbitrage : Hugo Jesus Lukasz Orzeł |

## Phase de classement

### Match pour la7eplace
| Match 13            | Slagelse Hockeyklub                             | 4 - 6   | OSHVSM HC Phoenix Zytomyr Region                                           |                                          |                                          |
| 10 avril 2023 09h30 | Christensen 10e, 23e · Nielsen 54e · Hansen 59e | (2 - 3) | 3e Tsyma · 26e, 27e Boiko · 41e Zheleznyi · 49e Mazurkevych · 50e Cherniuk | Arbitrage : Friedrich Weiland Hugo Jesus | Arbitrage : Friedrich Weiland Hugo Jesus |
| 10 avril 2023 09h30 | Rapport                                         |         |                                                                            | Arbitrage : Friedrich Weiland Hugo Jesus | Arbitrage : Friedrich Weiland Hugo Jesus |

### Match pour la5eplace
| Match 14            | Post SV                                                          | 5 - 1   | Casa Pia HC |                                                    |                                                    |
| 10 avril 2023 11h45 | Nyckowiak 15e, 51e · Kaltenböck 28e · Matousek 39e · Drusany 52e | (2 - 1) | 25e Werner  | Arbitrage : Benjamin Messerli Vladyslav Mikhailiuk | Arbitrage : Benjamin Messerli Vladyslav Mikhailiuk |
| 10 avril 2023 11h45 | Rapport                                                          |         |             | Arbitrage : Benjamin Messerli Vladyslav Mikhailiuk | Arbitrage : Benjamin Messerli Vladyslav Mikhailiuk |

### Match pour la3eplace
| Match 15            | Grange HC                                              | 5 - 4   | Grasshopper Club Zürich                         |                                           |                                           |
| 10 avril 2023 14h00 | Bean 13e, 42e · Rowling 26e · Riddell 43e · McCann 45e | (2 - 0) | 31e, 44e Harte · 52e Von Ruffer · 56e Haberthür | Arbitrage : Maksym Perepelytsia Luke Rees | Arbitrage : Maksym Perepelytsia Luke Rees |
| 10 avril 2023 14h00 | Rapport                                                |         |                                                 | Arbitrage : Maksym Perepelytsia Luke Rees | Arbitrage : Maksym Perepelytsia Luke Rees |

### Finale
| Match 16            | OKS-SHVSM Vinnitsa        | 2 - 4   | Cardiff & Met HC                     |                                       |                                       |
| 10 avril 2023 16h15 | Diachenko 54e · Popov 59e | (0 - 0) | 34e, 54e Pritchard · 42e, 55e Davies | Arbitrage : Andres Ortiz Jamie Telfer | Arbitrage : Andres Ortiz Jamie Telfer |
| 10 avril 2023 16h15 | Rapport                   |         |                                      | Arbitrage : Andres Ortiz Jamie Telfer | Arbitrage : Andres Ortiz Jamie Telfer |